# Jesús Aranguren Merino
Jesús Aranguren Merino (Portugalete, 26 december 1944 - Barakaldo, 21 maart 2011) was een Spaanse voetballer en trainer.

## Spelerscarrière
Als verdediger was zijn dertienjarige carrière volledig verbonden met Athletic Bilbao. Tot zijn grootste successen kunnen worden gerekend de twee Copa del Rey eindzeges.

## Trainerscarrière
Als trainer daarentegen zou hij meer dan tien ploegen aandoen vanaf het niveau van Primera División tot en met de Tercera División. Ten slotte zou hij ook het regioteam van Baskenland leiden.
Het seizoen 1975/76 volgde onmiddellijk na zijn actieve loopbaan. Hij startte zijn carrière als jeugdcoach van het regionale Baskische elftal.  Het daaropvolgende seizoen 1976/77 zou hij de jeugd van Athletic Bilbao onder de arm nemen, om tijdens het seizoen 1977/78 door te stoten naar de B-ploeg, die op dat ogenblik uitkwam in de Segunda División B. De ploeg behaalde een mooie vijfde plaats, net niet genoeg voor de eindronde.
Vanaf het seizoen 1978/79 zou hij zijn thuishaven verlaten en neerstrijken bij Deportivo Alavés, een ploeg uit de Segunda División A.  Hij zou er twee seizoenen blijven en tweemaal de negende plaats in de eindstand behalen.
Het daaropvolgende seizoen 1981/82 zou hij overstappen naar reeksgenoot Recreativo Huelva.  In totaal zou hij er drie seizoenen verblijven met achtereenvolgens een veertiende, tiende en twaalfde plaats als eindresultaat.
Daarna zou hij tijdens het seizoen 1984/85 voor de eerste opduiken in Cartagena, bij Cartagena FC, een andere ploeg uit de Segunda División A.  Hij zou er één seizoen verblijven met een achtste plaats in de eindstand als eindresultaat.
Het daaropvolgende seizoen 1985/86 ging hij het geluk opzoeken bij reeksgenoot Deportivo La Coruña met een zesde plaats in de eindrangschikking.
Hij zou vanaf seizoen 1986/87 CD Logroñés  gedurende twee seizoenen in dezelfde reeks leidden met een zestiende en een tweede plaats als gevolg.  Deze tweede plaats gaf de ploeg het recht om vanaf seizoen 1988/89 in de Primera División  aan te treden.
Hij volgde de ploeg echter niet, maar verhuisde vanaf seizoen 1988/89 naar Sporting Gijón,  een concurrent uit de Primera División .  Hij zou ere en dertiende plaats behalen.
Vanaf 1990 keerde bij terug naar het  Baskisch voetbalelftal om op 25 februari 1992 terug te keren naar zijn eerste liefde, Athletic Bilbao uit de Primera División. Daar verving hij de ontslagen Iñaki Sáez.
Op het einde van het seizoen werd zijn contract echter niet verlengd.  Hij vond slechts tijdens het seizoen 1994/95 voor de tweede keer onderdak bij Deportivo Alavés, een ploeg die ondertussen afgezakt was naar de Segunda División B.  Tijdens dat eerste seizoen werd hij kampioen en kon de ploeg terug naar de Segunda División A leiden. Hij zou nog twee extra seizoenen blijven en achtereenvolgens zevende en dertiende eindigen. Begin seizoen 1997/98 was hij contractloos tot hij begin 1998 terechtkwam bij het noodlijdende Levante UD. Hij kon het tij ook niet keren en de ploeg eindigde op de tweeëntwintigste plaats in Segunda División A, met degradatie als gevolg.
Tijdens het seizoen 1998/99 keerde hij terug naar Cartagena, bij het in 1995 opgerichte Cartagonova. De ploeg speelde in de Segunda División B. In het eerste seizoen eindigde Merino met Cartagonova op de tweede plaats in de reguliere competitie, maar tijdens de eindronde kon de promotie echter niet worden afgedwongen. Tijdens het daaropvolgende seizoen 1999-2000 zou de ploeg op slechts een bescheiden achtste plaats eindigen.
Vanaf het seizoen 2001/02 keerde hij voor de derde en laatste keer terug bij Deportivo Alavés. In de vier daaropvolgende seizoenen bekommerde hij zich vooral om de B-ploeg. Hij zou achtereenvolgens eindigen op de tiende, vijfde, zesde en achttiende plaats van de Segunda División B. Op 29 april 2003 nam hij de leiding over van de A-ploeg. Hij verving José Manuel Esnal. Met nog negen wedstrijden te gaan, kon hij echter niet vermijden dat de ploeg op de negentiende plaats terechtkwam en zijn plaats uit de Primera División zou verliezen.

## Einde van zijn leven
Na het seizoen 2004/05 beëindigde hij zijn carrière als trainer om voor zijn zieke vrouw te zorgen. Merino stierf op 21 maart 2011, toen hij zijn vrouw begeleidde tijdens haar bezoek aan het Cruces Ziekenhuis te Barakaldo, na een hartaanval.